# Xavier Giannoli
Xavier Giannoli, född 7 mars 1972, är en fransk filmregissör, manusförfattare och producent. 2010 utsågs han till Chevalier i Ordre des Arts et des Lettres.

## Filmografi

### Långfilmer som regissör
| År   | Titel                                    | Anteckningar |      |                      |                   |
| ---- | ---------------------------------------- | --- | ---- | -------------------- | ----------------- |
| År   | Titel                                    | Anteckningar | 2003 | Les Corps impatients | Även filmfotograf |
| 2005 | Une aventure                             | |      |                      |                   |
| 2006 | Quand j'étais chanteur                   | Nominerad — César Award för bästa film Nominerad — César Award för bästa originalmanus Nominerad— Filmfestivalen i Cannes – Guldpalmen Nominerad — Globes de Cristal Award för bästa film |      |                      |                   |
| 2009 | À l'origine                              | Nominerad — César Award för bästa film Nominerad — César Award för bästa regi Nominerad — César Award för bästa originalmanus Nominerad — Lumières Award för bästa film Nominerad— Lumières Award för bästa regi Nominerad— Filmfestivalen i Cannes – Guldpalmen |      |                      |                   |
| 2012 | Superstar                                | Nominerad— Venedigs filmfestival – Gyllene lejonet |      |                      |                   |
| 2015 | Marguerite                               | Filmfestivalen i Venedig - P. Nazareno Taddei-priset Nominerad — César Award för bästa film Nominerad — César Award för bästa regi Nominerad — César Award för bästa originalmanus Nominerad - Louis Delluc-priset för bästa film Nominerad — Lumières Award för bästa film Nominerad— Lumières Award för bästa regi Nominerad — Lumières Award för bästa manus Nominerad— Venedigs filmfestival – Guldlejon |      |                      |                   |
| 2018 | Uppenbarelsen (L'Apparition)             | |      |                      |                   |
| 2021 | Förlorade illusioner (Illusions perdues) | Manus tillsammans med Jacques Fieschi |      |                      |                   |

### Kortfilmer som regissör
| År   | Titel                              | Anteckningar                                                  |      |             |          |
| ---- | ---------------------------------- | ------------------------------------------------------------- | ---- | ----------- | -------- |
| År   | Titel                              | Anteckningar                                                  | 1993 | Le Condamné | Kortfilm |
| 1994 | Terre Sainte                       | Kortfilm                                                      |      |             |          |
| 1995 | J'aime beaucoup ce que vous faites | Kortfilm                                                      |      |             |          |
| 1996 | Dialogue au sommet                 | Kortfilm. Nominerad — César Award för bästa kortfilm          |      |             |          |
| 1998 | L'Interview                        | Kortfilm. César Award för bästa kortfilm. Kortfilm Guldpalmen |      |             |          |